# جاگواراری
جاگواراری (به پرتغالی: Jaguarari) یک منطقهٔ مسکونی در برزیل است که در باهیا واقع شده‌است. جاگواراری ۳۳٬۷۴۶ نفر جمعیت دارد.